# Partido de la Nación Tailandesa Unida
El Partido de la Nación Tailandesa Unida (en tailandés: พรรครวมไทยสร้างชาติ) es un partido político tailandés fundado en marzo de 2021 por Seksakon Atthawong, ex viceministro del gobierno de Prayut Chan-o-cha. Más tarde, a finales de 2022, el general Prayut decidió participar en actividades políticas con el partido.

## Historia
El Partido de la Nación Tailandesa Unida fue registrado el 31 de marzo de 2021 como escisión del Partido Palang Pracharat y con Seksakon Atthawong como fundador.
El viernes 23 de diciembre de 2022, el primer ministro general Prayut Chan-o-cha dijo que había decidido solicitar la membresía en el Partido de la Nación Unitaria y que estaba listo para aceptar la nominación de los miembros del partido para otro mandato como primer ministro en las elecciones generales de 2023.
El partido cuenta con alrededor de 50.000 miembros.